# Lady Snowblood 2: Love Song of Vengeance
Lady Snowblood 2: Love Song of Vengeance is een Japanse misdaadfilm.

## Synopsis
Lady Snowblood wordt beschuldigd en veroordeeld voor moord. Ze wordt bevrijd maar raakt betrokken bij de Japans/Russische politiek eind negentiende eeuw.

## Rolverdeling
| Acteur           | Personage                                      |
| ---------------- | ---------------------------------------------- |
| Meiko Kaji       | Shurayuki-hime (Yuki Kashima) / Lady Snowblood |
| Juzo Itami       | Ransui Tokunaga                                |
| Yoshio Harada    | Shusuke Tokunaga                               |
| Kazuko Yoshiyuki | Aya Tokunaga                                   |
| Shin Kishida     | Seishiro Kikui                                 |